# アラン・ジョーンズ (俳優)

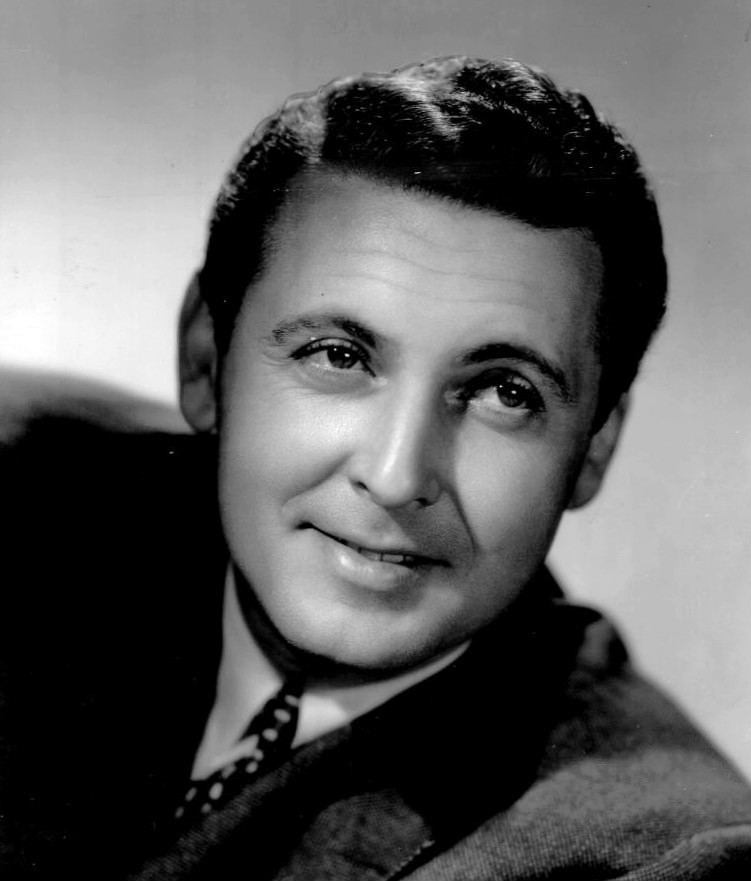
アラン・ジョーンズ（1945年）

アラン・ジョーンズ（Allan Jones、1907年10月14日 - 1992年6月27日）はアメリカ合衆国の歌手・俳優。ペンシルベニア州出身。
1930年代よりメトロ・ゴールドウィン・メイヤーと契約し、「ショウボート」などのミュージカル映画やマルクス兄弟主演の「オペラは踊る」などで二枚目を演じた。歌手としても「ドンキー・セレナーデ」をヒットさせた。息子のジャック・ジョーンズは人気歌手になった。
1992年、肺癌で死去した。

## 主な出演映画
- オペラは踊るNight at the Opera, A (1935)
- ローズ・マリイRose-Marie (1936)
- ショウボートShow Boat (1936)
- マルクス一番乗りDay at the Races, A (1937)
- 歌ふ密使The Firefly (1937)
- Everybody Sing (1938)
- The Boys from Syracuse (1940)
- 若草の歌There's Magic in Music (1941)